# Josean Díez de Quevedo
José Antonio Díez de Quevedo (San Sebastián, 1944) es un artista polifacético de San Sebastián. También ha usado el seudónimo de Jadiku en sus obras.

## Obra
El Ayuntamiento de San Sebastián ha instalado dos esculturas metálicas de este artista en su espacio público: 
- La escultura Toka (2017) se encuentra en el barrio de Ayete. La obra sobre Manuel Matxain es un homenaje al que fue en varias ocasiones campeón en competiciones de toca. También fue bertsolari y corredor de fondo.[1][2][3][4]
- La escultura Zergatik (1979) se encuentra en el barrio de Añorga. Parece que varias formas humanas plantean una pregunta al visitante. El "por qué" de la obra ("zergatik" es "por qué" en euskera y título de la obra), además de generar curiosidad también presenta una característica secreta.[5]

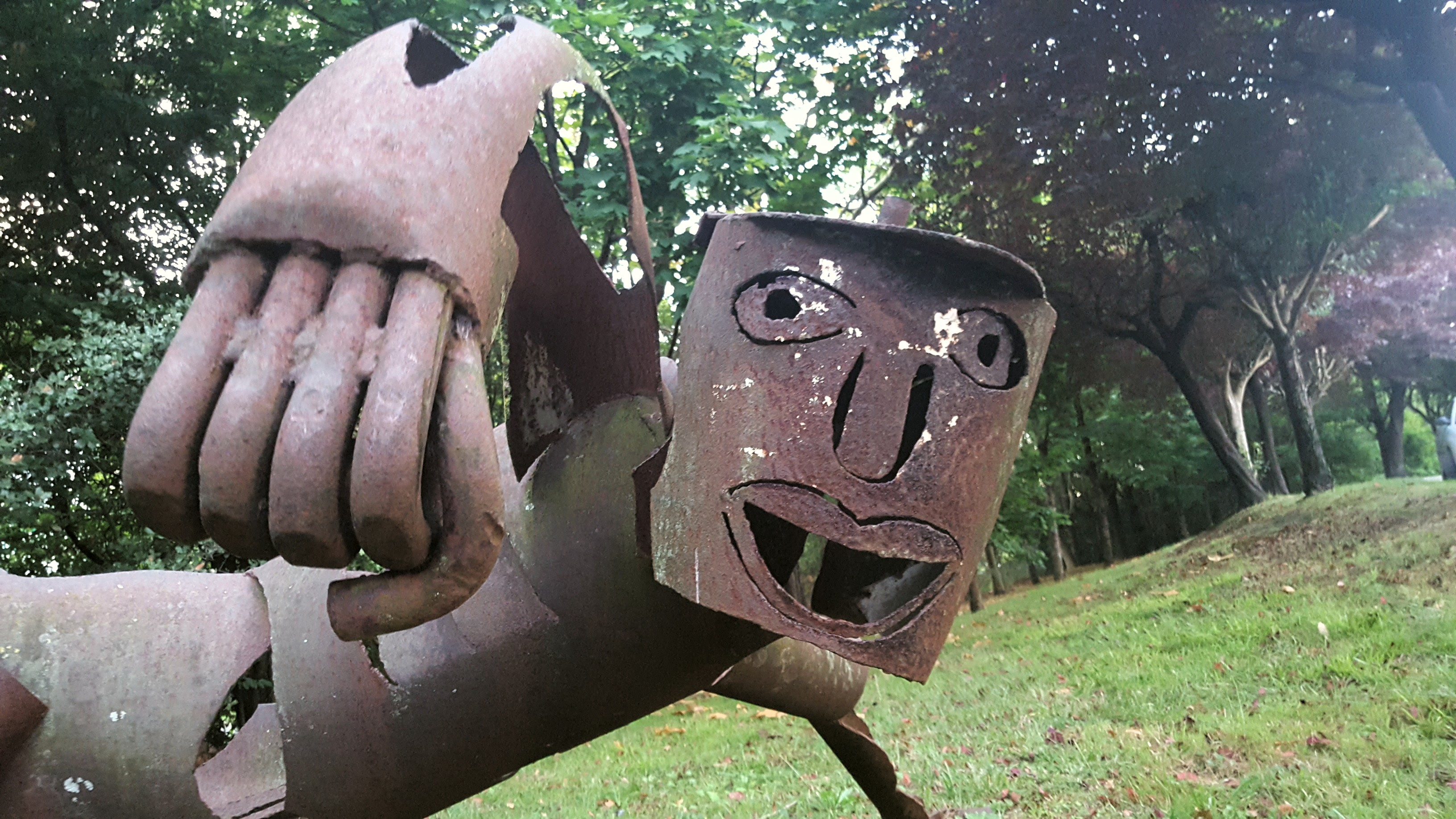
La escultura Zergatik en San Sebastián.
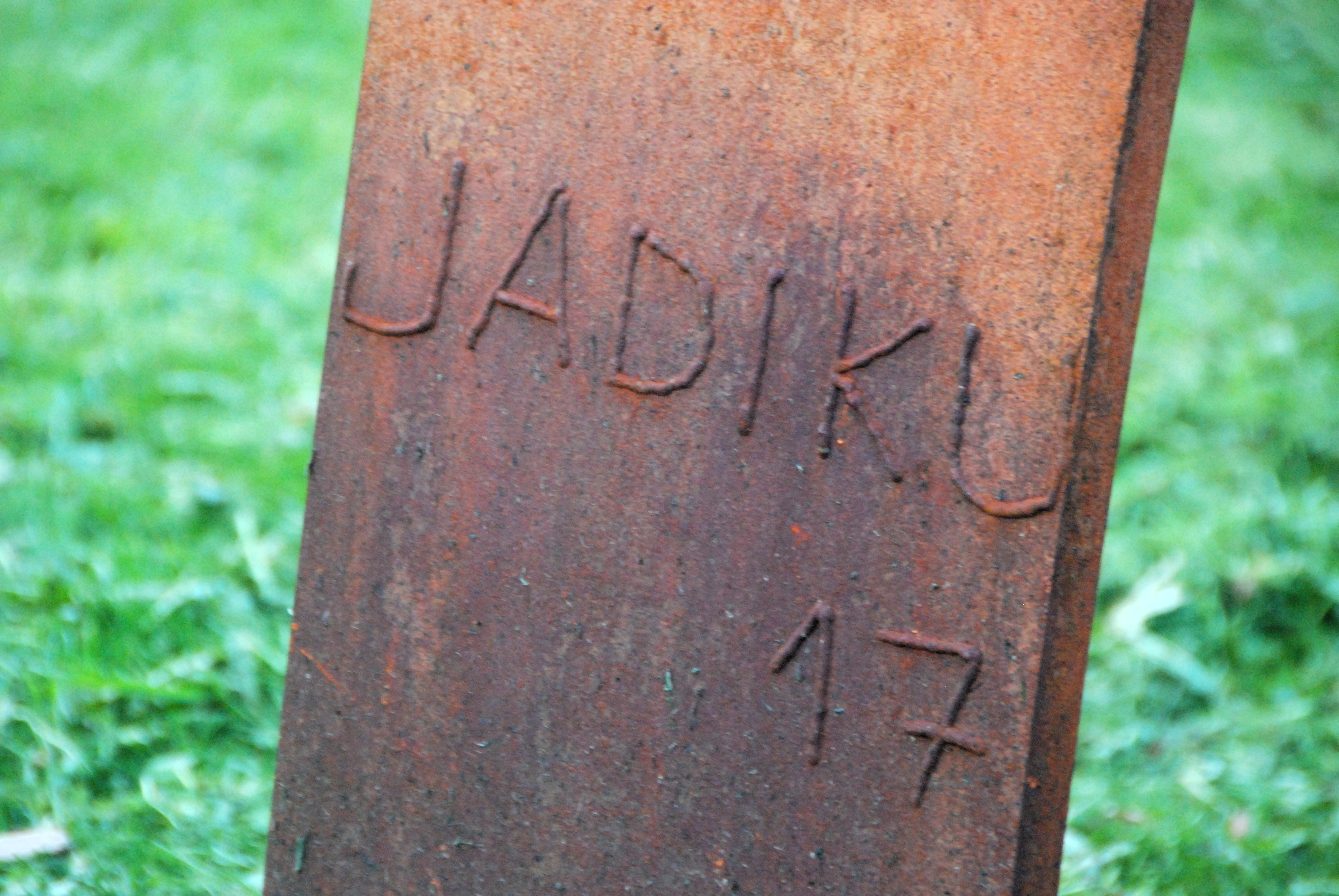
Firma de la Escultura Toka en San Sebastián.
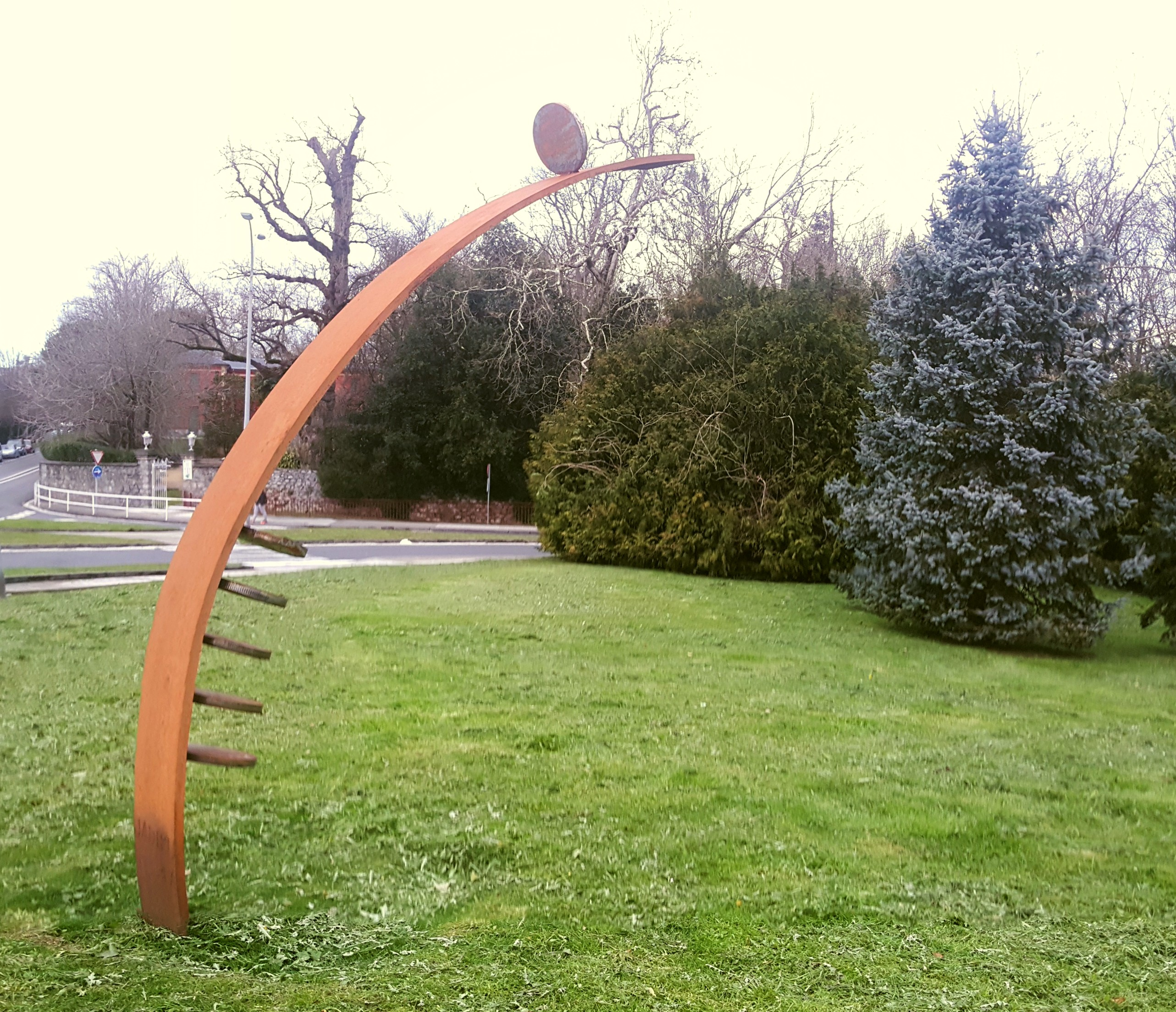
Escultura Toka en San Sebastián.
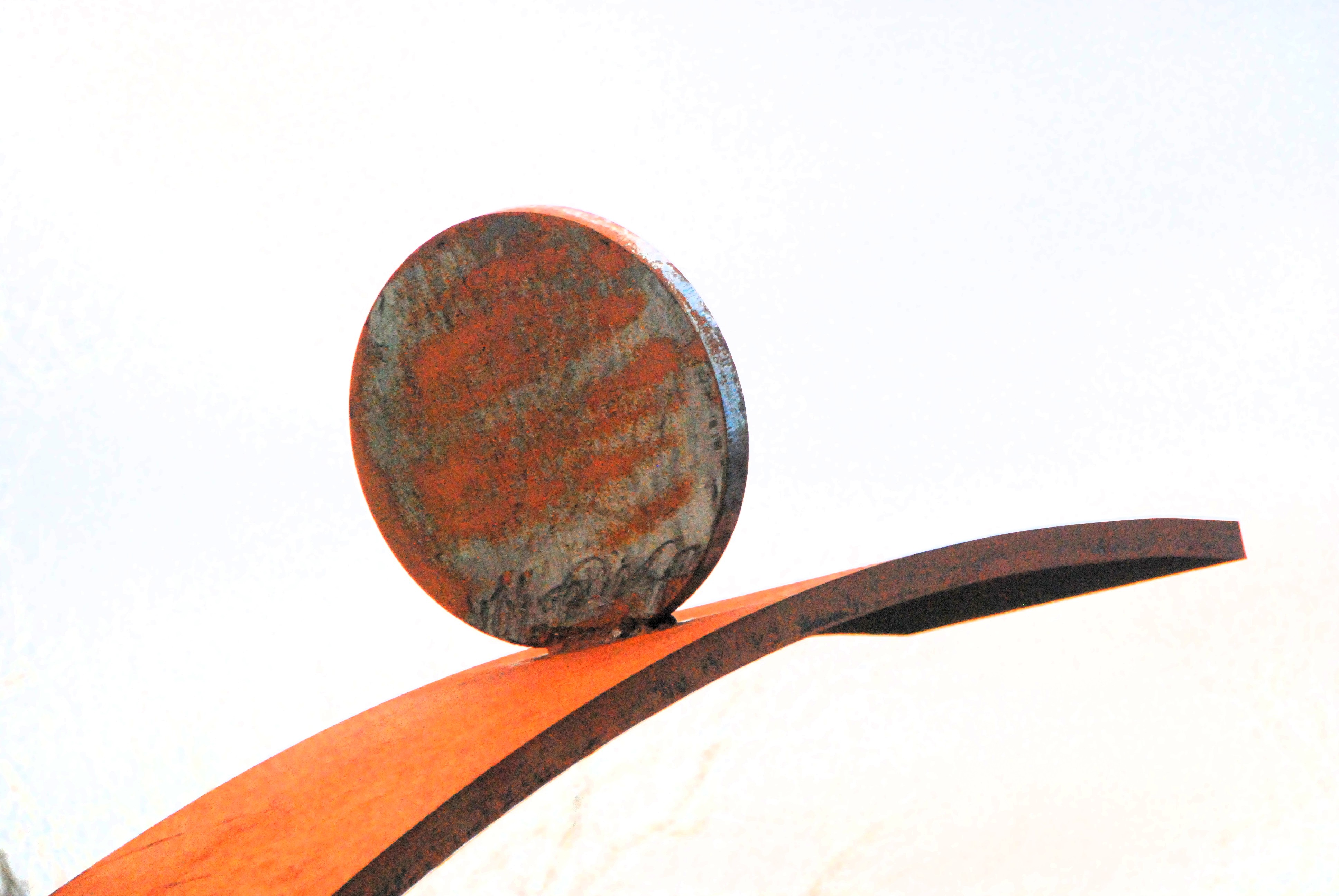
Escultura Toka en San Sebastián.

La escultura de Jadiku En Parc / Parkean fue colocada en Viella en 2022 como reconocimiento al esfuerzo realizado por las personas mayores durante la pandemia (en aranés: "Aumenatge ara nòsta gent grana que tanto trabalhen entà que'aguest país non s'arture"). Está situada entre el Hospital y el Hogar del Jubilado ("Casau deth Jubilat").

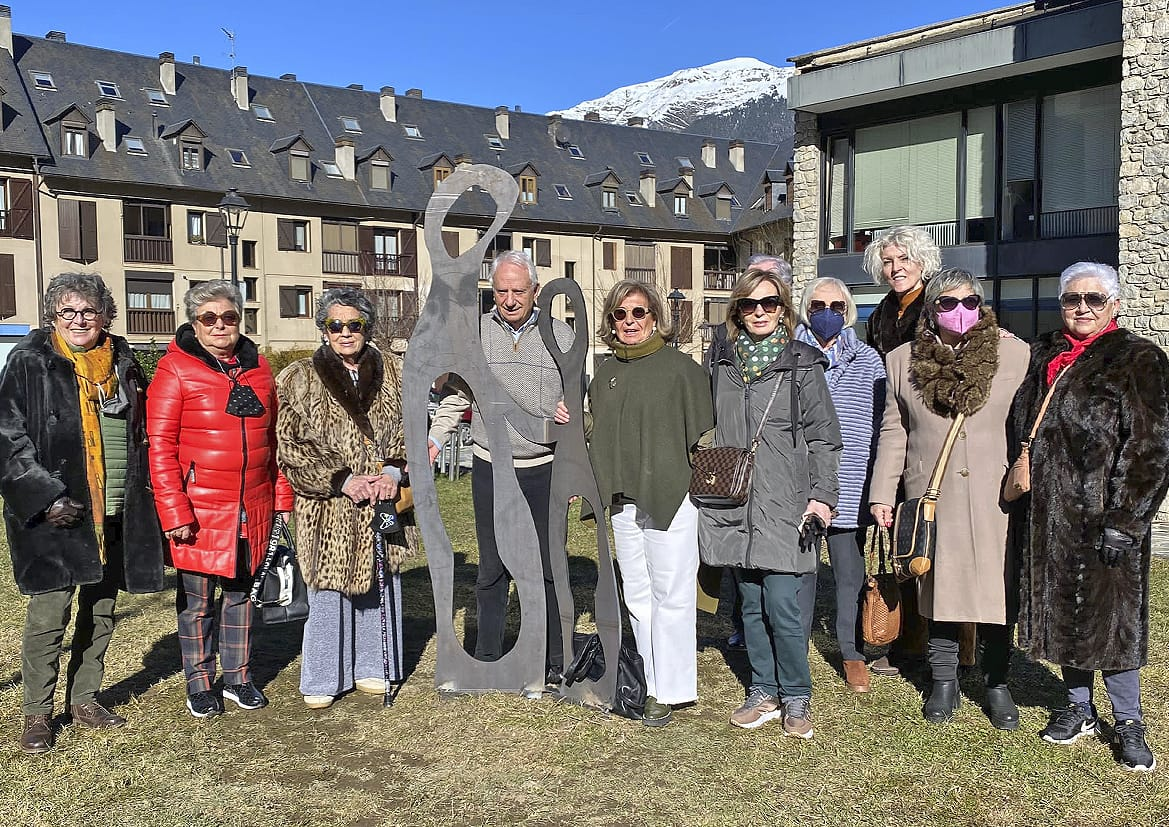
Escultura En Parc en Viella (2022)
Escultura En Parc (San Sebastián, 2020)
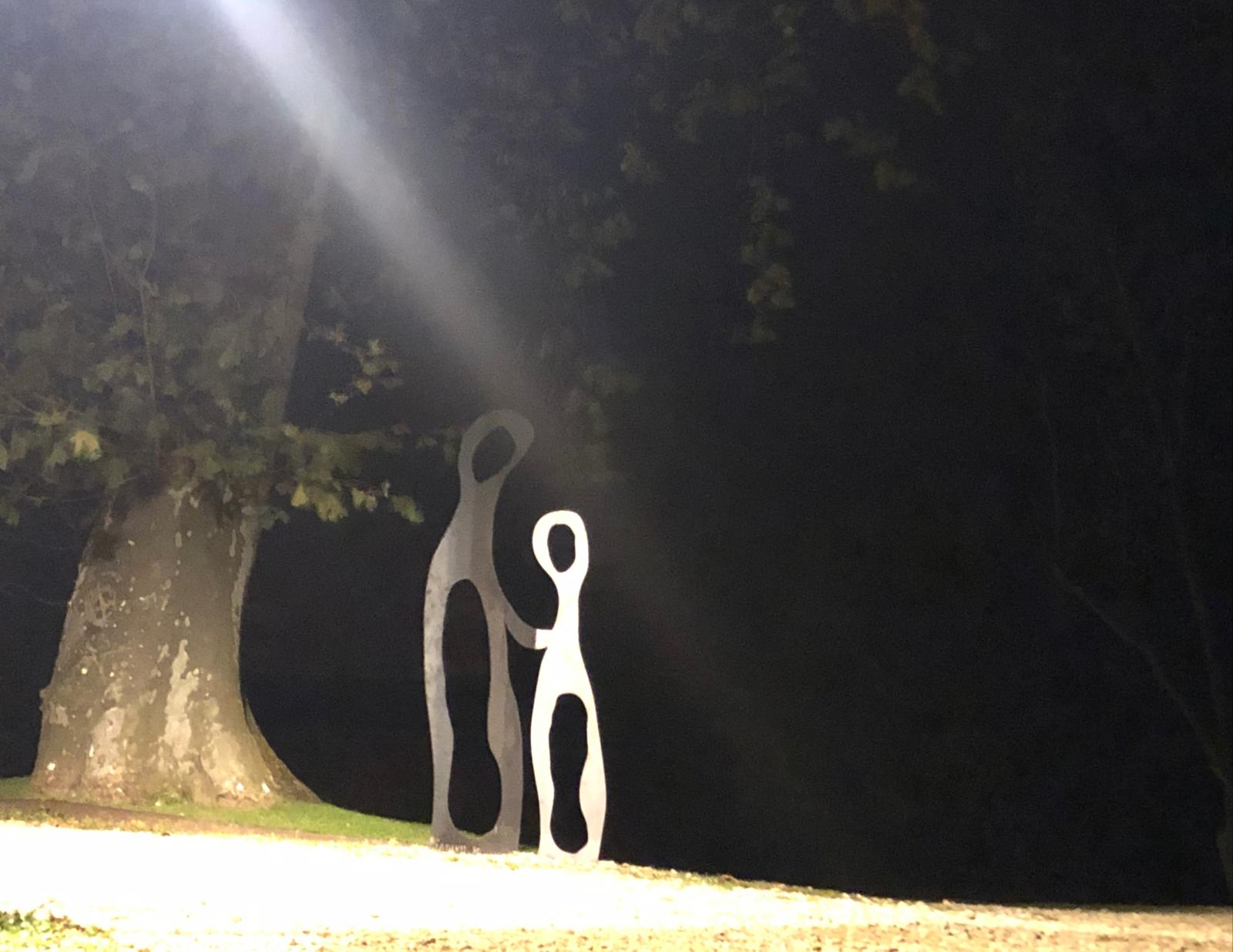
Escultura En Parc en el Parque de Ayete en San Sebastián (2020)

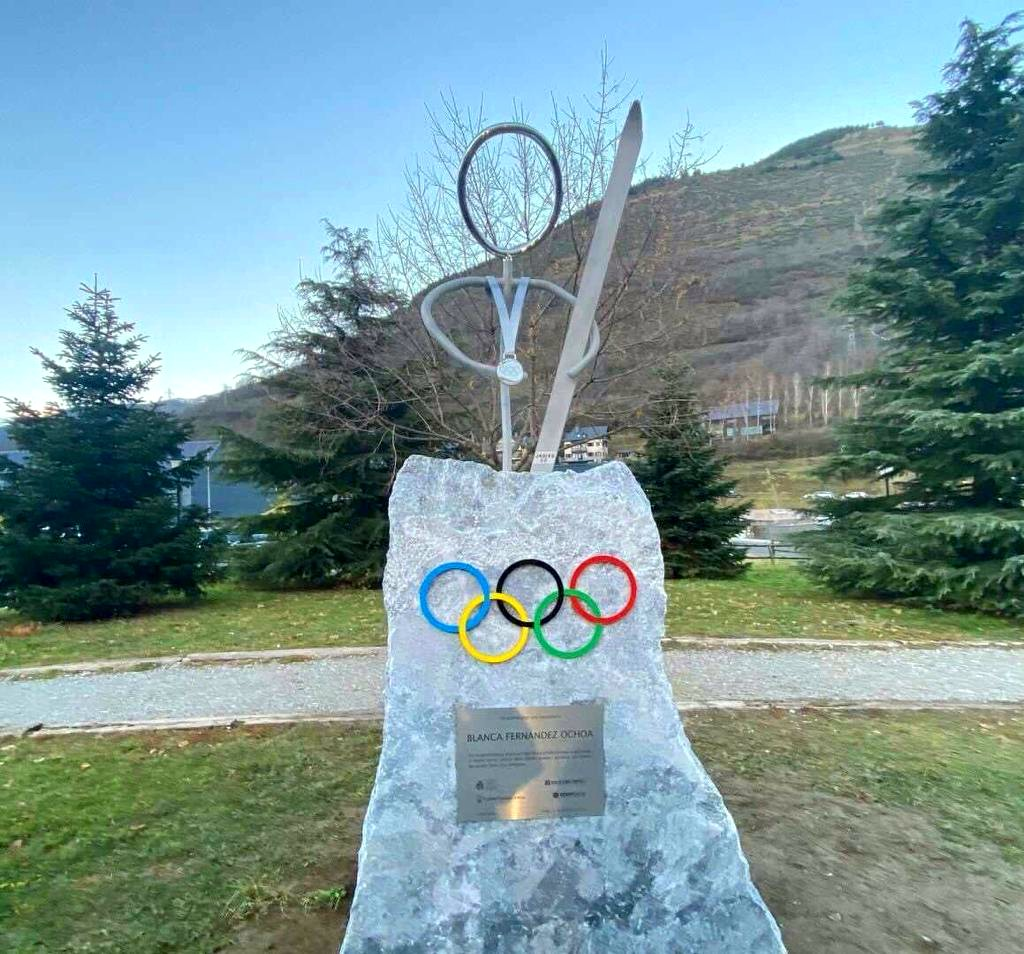
Escultura en Viella. Homenaje a la esquiadora Blanca Fernández Ochoa

El pueblo de Viella colocó en 2022 una segunda escultura de Jadiku en honor a la esquiadora olímpica madrileña Blanca Fernández Ochoa. Fernández Ochoa era de Madrid, pero acudía con frecuencia a Viella para esquiar. Josean Quevedo.  La escultura se sitúa junto al Instituto de Arán, en el antiguo colegio Juan March, donde Blanca y la mayoría de sus hermanos estudiaron en la época en la que los seleccionados nacionales tenían el epicentro deportivo y de estudio del Val d’Aran. La obra, realizada en un taller de Tolosa, consta de cinco anillos olímpicos de diversos colores realizados con tubos de acero inoxidable. Los anillos descansan sobre un pedestal de piedra de cuatro toneladas. La altura del pedestal es de 1,5 m y la escultura igual, por lo que el conjunto total es de tres metros.

## Exposiciones
La escultura En Parc / Parkean estuvo ubicada en el parque de Ayete en San Sebastián durante 2020 y en 2021. Otras tres obras escultóricas de Jadiku se colocaron en el exterior del pabellón Topaleku del parque, todo incluido con una muestra que se completó con 20 creaciones de pequeño formato en el interior del edificio.

Ayete (2020)
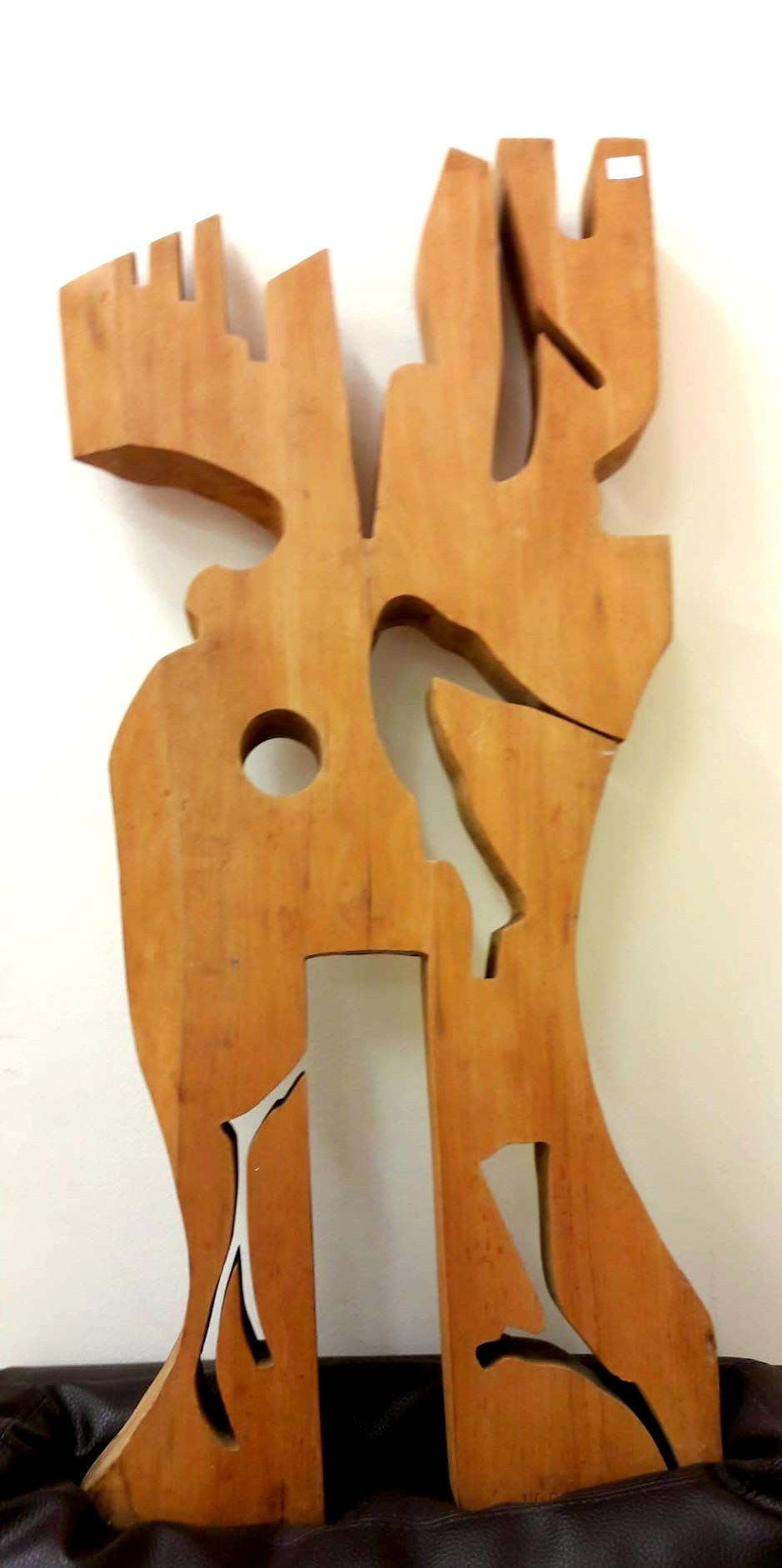
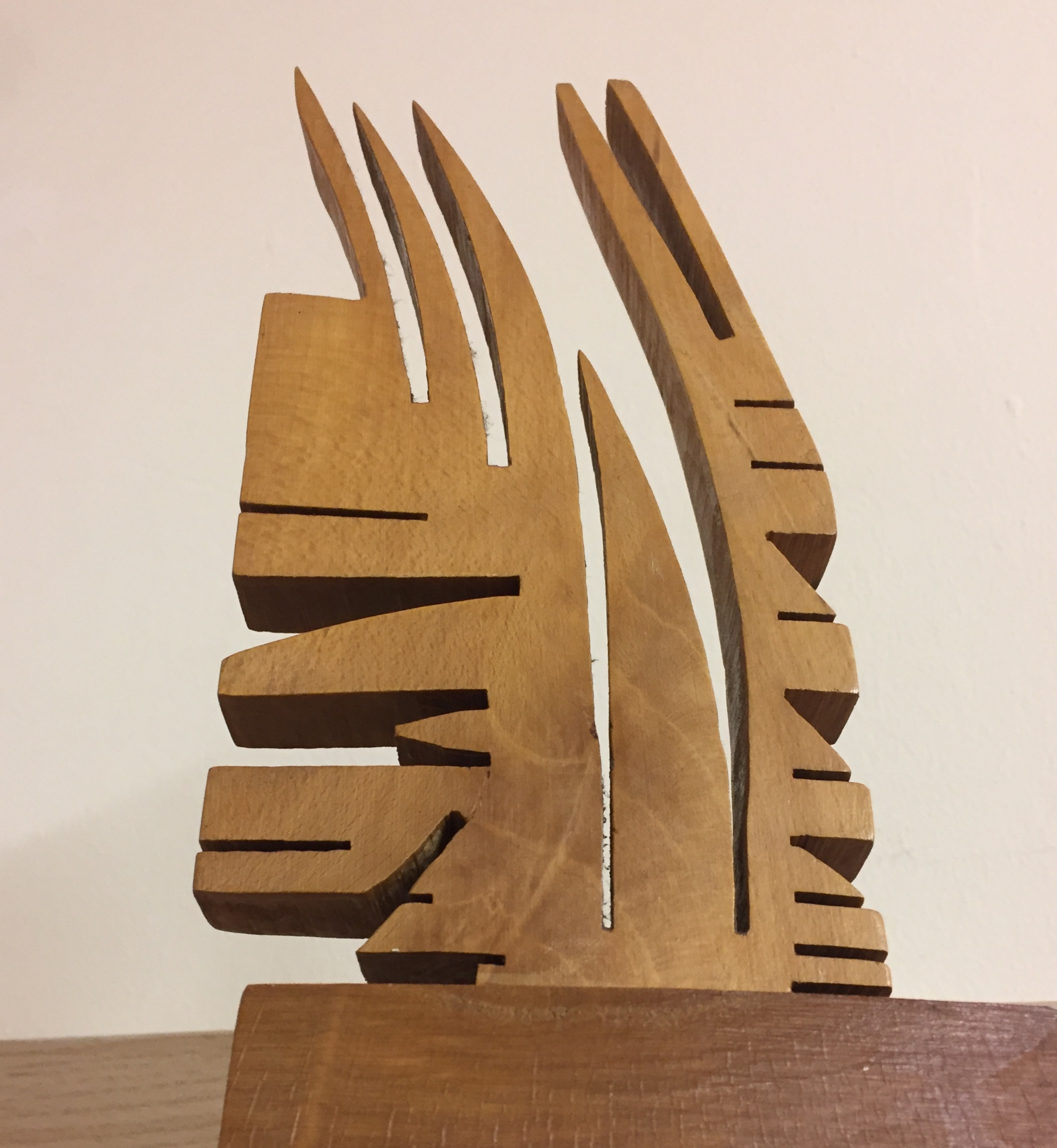
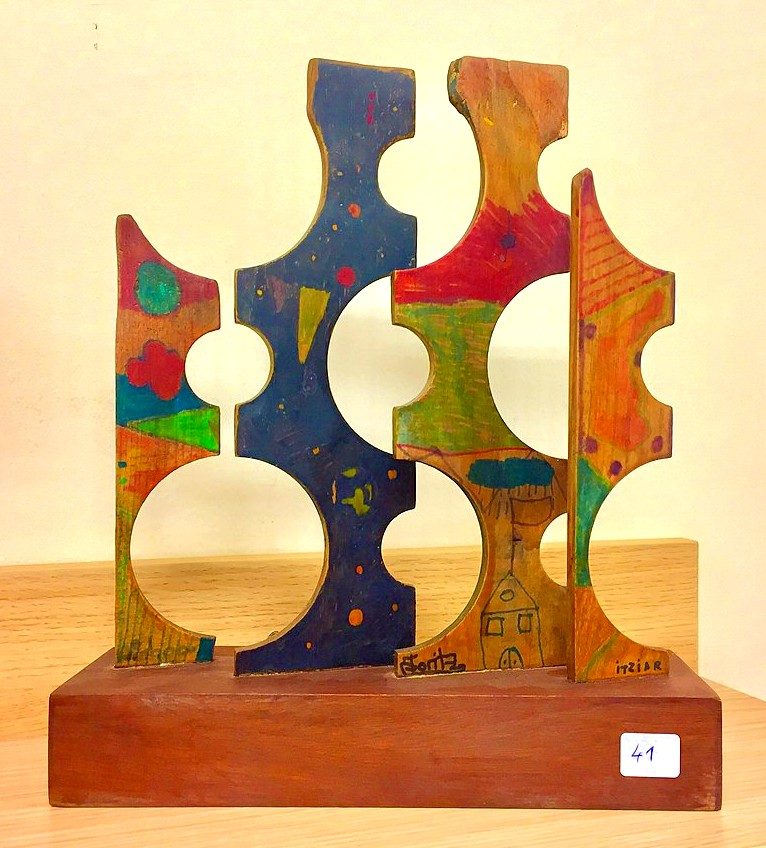
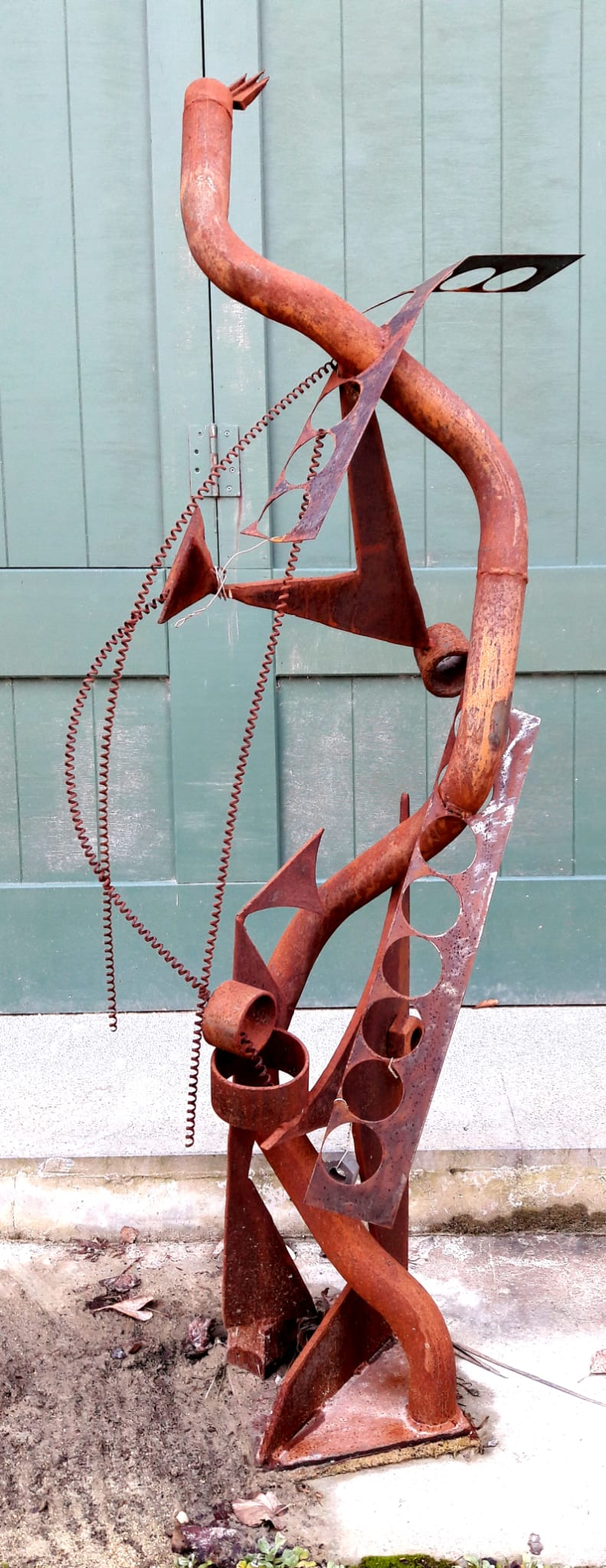
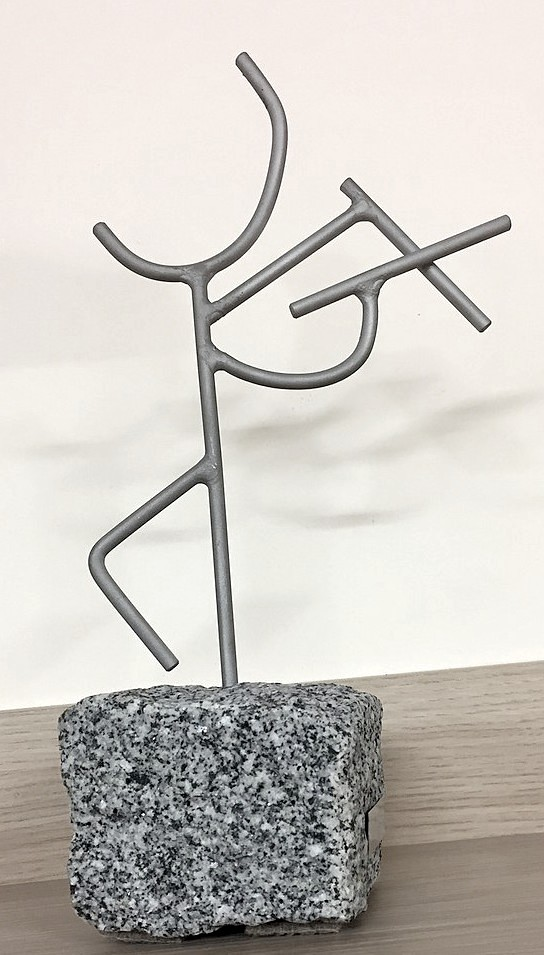
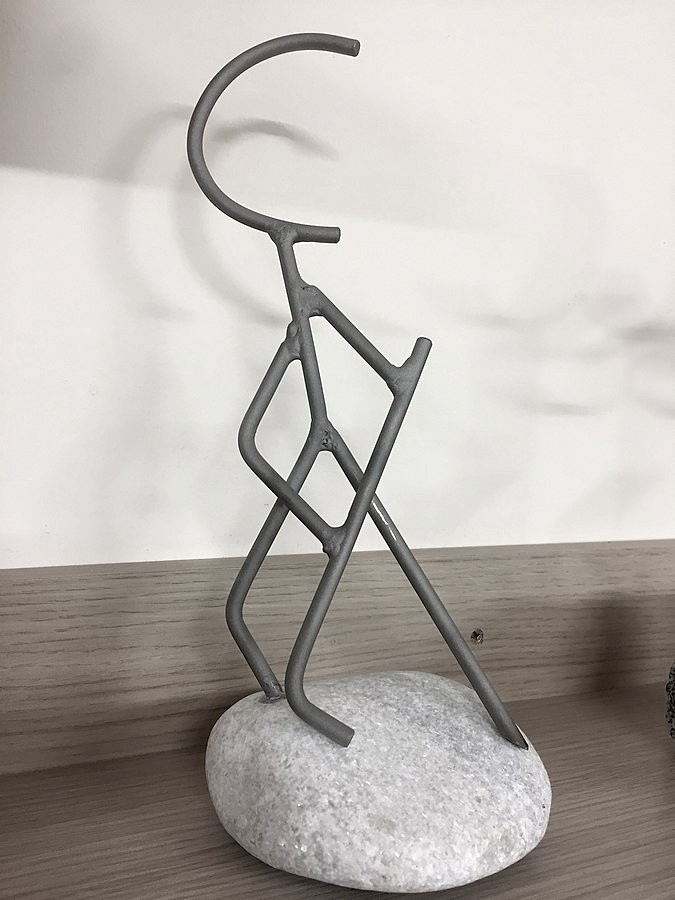